# Epistemologisk anarkism
Epistemologisk anarkism är en kunskapsteori som förespråkades av den österrikiske vetenskapsteoretikern Paul Feyerabend och som säger att det inte finns några allmängiltiga metodologiska regler som är användbara för att göra vetenskapliga framsteg eller nå ökad kunskap. Enligt teorin är idén att vetenskapen kan eller bör fungera enligt universella och fasta regler orealistisk, fördärvlig och till förfång för vetenskapen själv. Om vetenskapen inte frigörs från sina regler riskerar den att motverka sitt syfte och skapa ofria människor. 
Användningen av termen anarkism i namnet speglar den metodologiska pluralism som teorin anknyter till. Eftersom en framlagd vetenskaplig metod inte anses ha monopol på sanningen eller användbara resultat blir det pragmatiska angreppssättet en dadaistisk "vad som helst fungerar"-attityd till metodologier. Teorin förespråkar att behandla vetenskap som en ideologi i likhet med religion, magi och mytologi och ser vetenskapens dominans i samhället som auktoritär och oberättigad. Vid tillkännagivandet av teorin gavs Feyerabend titeln "vetenskapens värsta fiende" av hans meningsmotståndare.